# Bachant
Bachant település Franciaországban, Nord megyében. Lakosainak száma 2246 fő (2022. január 1.). Bachant Pont-sur-Sambre, Saint-Remy-Chaussée, Saint-Remy-du-Nord, Aulnoye-Aymeries, Écuélin és Limont-Fontaine községekkel határos.

## Népesség
A település népességének változása:
| Lakosok száma | 2365 | 2319 | 2362 | 2324 | 2306 | 2291 | 2276 | 2258 | 2246 |
|               | 2013 | 2015 | 2016 | 2017 | 2018 | 2019 | 2020 | 2021 | 2022 |